# Hugo Raimund von Lamberg
Hugo Raimund Reichsgraf von Lamberg (* 27. August 1833 auf Schloss Feistritz, Steiermark; † 19. April 1884 in Aigen (Salzburg)) war ein österreichischer Verwaltungsbeamter und Landeshauptmann von Salzburg.

## Leben
Von Lamberg nahm am Krieg in Italien 1859, in Schleswig-Holstein 1864 und am Deutschen Krieg 1866 teil. Nach kurzer Tätigkeit im steiermärkischen Landtag übersiedelte er 1868 nach Salzburg. Seit dem 31. Juli 1862 war er mit Bertha Gräfin Stolberg-Stolberg verheiratet. Er lebte am Ende der 1860er Jahre in der bekannten Villa Trapp. 1871 wurde er Salzburger Landtagsabgeordneter, vom 30. September 1872 bis 14. Juni 1880 war er Landeshauptmann des Kronlandes Salzburg.
Neben seiner Tätigkeit als k. k. Verwaltungsbeamter war er auch als Mundartschriftsteller bekannt.
Sein Sohn war der spätere erste Präsident des Salzburger Automobilclubs Kunibert Graf Lamberg.